# (16380) 1981 EJ20
A (16380) 1981 EJ20 a Naprendszer kisbolygóövében található aszteroida. Schelte J. Bus fedezte fel 1981. március 2-án.